# Doppelganggrab von Rævebakken

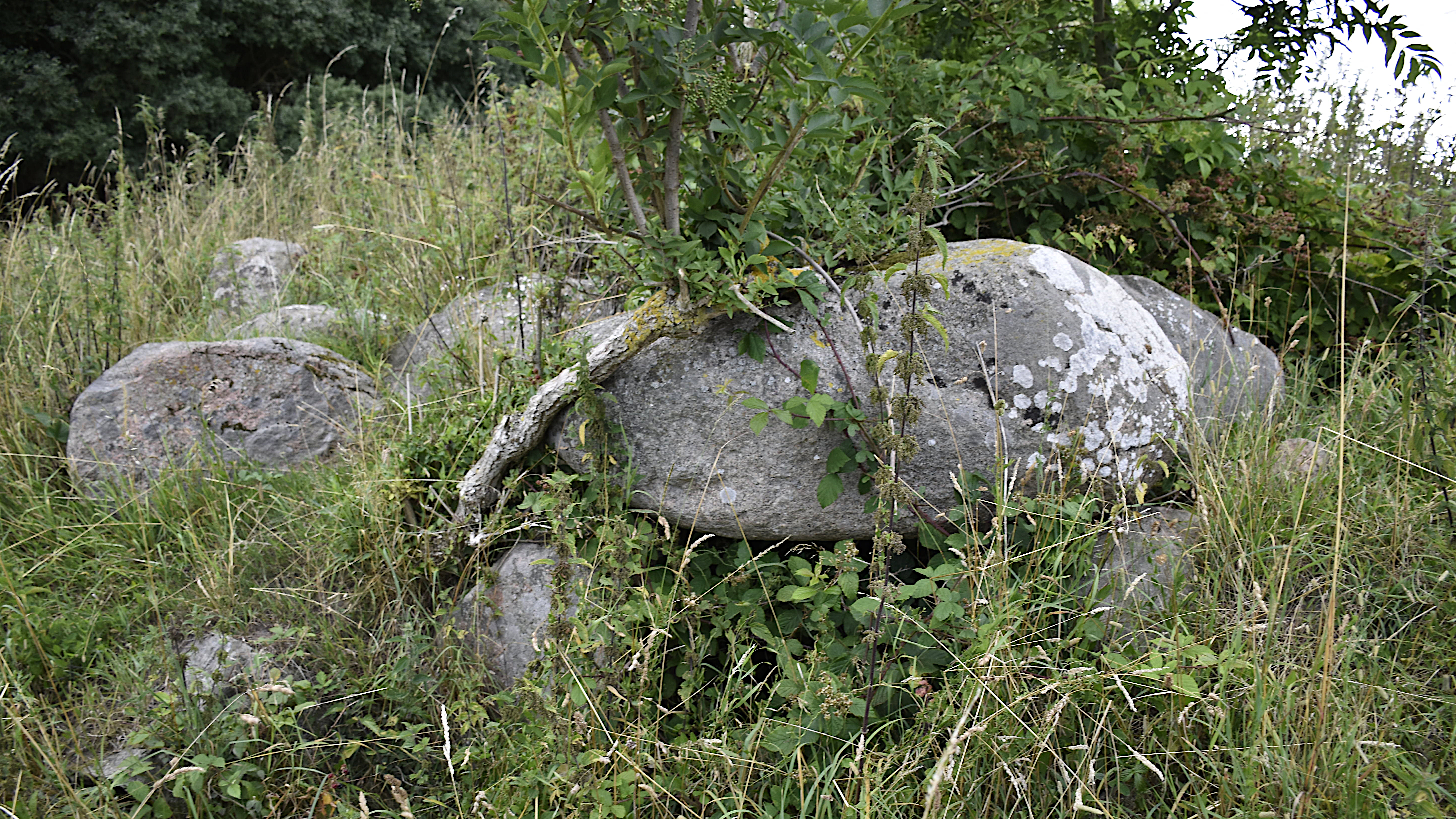
Doppelganggrab von Rævebakken

Das Ost-West orientierte Doppelganggrab von Rævebakken liegt in einem etwa 3,0 m hohen ovalen Hügel von 22 × 15 m Durchmesser, bei Ørby auf der dänischen Insel Samsø. Das Doppelganggrab (dänisch: Dobbelt- oder Tvillingejættestuen) ist eines von 14 Ganggräbern auf Samsø. Das Großsteingrab stammt aus der Jungsteinzeit etwa 3500–2800 v. Chr. und ist eine Megalithanlage der Trichterbecherkultur (TBK). 
Die Kammern liegen nebeneinander und haben einen gemeinsamen Trennstein. 
Die Ostkammer ist oval, misst 5,0 × 1,9 m und ist 1,2 m hoch. Sie besteht aus 12 Tragsteinen, je fünf im Norden und Süden, einem im Osten und dem Trennstein im Westen. Zwischen den Tragsteinen befindet sich Trockenmauerwerk. In der Mitte der geraden Südseite befindet sich die Gangöffnung. Der Süd-Nord orientierte Gang ist 2,5 m lang und 0,8 bis 0,9 m breit. Sechs Tragsteine, drei auf jeder Seite, sowie ein Deckstein sind erhalten. 
Die Westkammer ist oval, misst 5,3 × 1,7 m und ist 1,2 m hoch. Sie besteht aus 12 Tragsteinen, je fünf im Norden und Süden, einem im Osten und dem Trennstein im Westen. Zwischen den Tragsteinen befindet sich Trockenmauerwerk. In der Mitte der geraden Südseite befindet sich die Gangöffnung. Der Süd-Nord orientierte Gang ist 2,0 m lang und 0,8 bis 0,9 m breit. Zwei Decksteine und drei Tragsteine sind erhalten. Zwischen ihnen befindet sich Trockenmauerwerk.
Zu den Funden gehören neben 25 Abschlägen, 15 Äxte verschiedenen Typs, 10 Meißel, acht Kieselsteine, sechs Messer, Pfeilspitzen, Schaber und Bohrer sowie eine Trichterschale und ein Hängegefäß.